# 太田資宗
太田 資宗（おおた すけむね）は、江戸時代前期の譜代大名、六人衆。下野山川藩主、三河西尾藩主、遠江浜松藩初代藩主。掛川藩太田家初代。太田重正の次男。

## 経歴
慶長5年（1600年）、徳川氏の家臣・太田重正の子として誕生。父の妹とされる人物に英勝院（徳川家康側室）がいる。
慶長11年（1606年）、7歳にして大御所・徳川家康に拝謁。慶長15年（1610年）、武蔵国豊島郡蓮沼に500石を領する太田家の家督を継ぐ。また、家康の側近となって偏諱を与えられ、当初は康資（祖父と同名）と名乗った。
慶長17年（1612年）、下野の内で300石を加増、元和元年（1615年）には更に200石を加増され、家禄1,000石となる。また従五位下・摂津守に叙任された（のち采女正）。加増は続き、元和9年（1623年）に相模国高座郡の内で1,100石、寛永5年（1628年）に上総国武射・下総国匝瑳二郡の内にて2,000石、寛永6年（1629年）に遠江国山名、豊田両郡の内にて1,500石を加増され、家禄5,600石となる。
寛永9年（1632年）、江戸幕府書院番頭から御小姓組番頭となる。寛永10年（1633年）3月23日には、3代将軍・徳川家光の側近として松平信綱・阿部忠秋・堀田正盛・三浦正次・阿部重次と共に六人衆となる（後年の若年寄に相当する）。
寛永12年（1635年）、下野国足利郡山川に1万石を加増され、ついに1万5,600石の大名に列せられ、備中守に叙任。寛永15年（1638年）、約2万石の加増を受け、3万5000石にて三河国幡豆郡西尾に移封。正保元年（1644年）、遠江国浜松に3万5000石をもって移封された。
また、寛永18年（1641年）には資宗が奉行となり、林羅山を実務担当として本格的な武家系譜の編纂を開始。寛永20年（1643年）9月に武家系譜編纂書『寛永諸家系図伝』完成。将軍・家光に2部（真名本、仮名本）それぞれ186巻（計372巻）を献上した。
寛文11年（1671年）、隠居し家督は次男の資次が継いだ。
延宝8年（1680年）1月22日、81歳（数え年）にて死去。

## 系譜
父母
- 太田重正（父）
- 都築秀綱の娘（母）

正室
- 板倉重宗の娘

側室
- 青木氏

子女
- 太田資政（長男）生母は正室
- 太田資次（次男）
- 太田資良（三男）生母は青木氏（側室）
- 加藤泰義正室
- 稲葉正吉正室
- 永井尚庸継室
- 一柳末礼正室
- 土井利益正室
- 角倉玄恒室